# Cantuaria pilama
Cantuaria pilama là một loài nhện trong họ Idiopidae.
Loài này thuộc chi Cantuaria. Cantuaria pilama được Raymond Robert Forster miêu tả năm 1968.